# Kowloon Walled City (groupe)
Pour les articles homonymes, voir Kowloon Walled City.
Kowloon Walled City est un groupe de sludge metal américain, originaire de San Francisco, en Californie. Le groupe sort en janvier 2007 un EP, Turk Street, du nom de la rue où se trouve le studio de répétition.

## Biographie
Pace und Miller jouent dans un groupe, pour lequel Scott Evans est ingénieur du son. Lorsque ce groupe éclate, les trois hommes créent Kowloon Walled City. Scott et Ian trouvent ce nom sur Internet en voyant la Citadelle de Kowloon, un quartier urbain à la densité anarchique dans Hong Kong. Le groupe fait sa première apparition en novembre 2007. Il sort en janvier 2007 un EP, Turk Street, du nom de la rue où se trouve le studio de répétition. En octobre 2009, après un long enregistrement, sort l'album Gambling on the Richter Scale. La même année, KWC joue au festival Noise Pop Festival.
En 2010 et 2012, le groupe sort des splits avec Ladder Devils et Fight Amp ; dans ce dernier, Lisa Papineau chante. En septembre 2011, Jason Pace quitte le groupe et est remplacé par Jon Howell de Tigon. Durant l'été 2012, Kowloon Walled City fait la première partie de la tournée américaine de Sleep. Peu après, il commence l'enregistrement d'un album qui sort début décembre sous le nom de Container Ships.

## Style musical
Evans définit le groupe comme une « section rythmique gigantesque aux accords ternes. » Les guitares lentes sont vers le grave, la basse présente, le chant criard. Des éléments typiques du métal tels que la deux grosses caisses et les solos de guitare sont absents. 
Le son du groupe est décrit comme « épais ». Le plus souvent, le groupe est classé sludge metal,,, heavy metal,, punk hardcore,, voire noise rock,. Il est comparé à Baroness à ses débuts, Neurosis, The Jesus Lizard ou des groupes du label Amphetamine Reptile Records,. Le groupe confirme que ces derniers sont des influences, mais cite aussi Unsane et Melvins.

## Discographie
- 2007 : Turk Street (EP)
- 2009 : Gambling on the Richter Scale
- 2010 : Lose Lose Lose (avec Ladder Devils et Fight Amp)
- 2012 : July / 4th of July (avec Thou)
- 2012 : Container Ships
- 2015 : Grievances
- 2021 : Piecework